# Žirovnice
Žirovnice (en allemand : Serowitz) est une ville du district de Pelhřimov, dans la région de Vysočina, en République tchèque. Sa population s'élevait à 3 285 habitants en 2024.

## Géographie
Žirovnice se trouve à 18 km au nord-est de Jindřichův Hradec, à 20 km au sud de Pelhřimov, à 44 km à l'ouest-sud-ouest de Jihlava à 107 km au sud-ouest de Prague.
La commune est limitée par Rodinov, Lhota-Vlasenice et Častrov au nord, par Počátky et Stojčín à l'est, par Popelín, Bednáreček, Jarošov nad Nežárkou au sud, et par Nová Včelnice et Žďár à l'ouest.

## Histoire
La première mention écrite de la localité date de 1358.

## Administration
La commune se compose de six sections :
- Žirovnice
- Cholunná
- Litkovice
- Stranná
- Štítné
- Vlčetín